# Челябинский металлургический комбинат

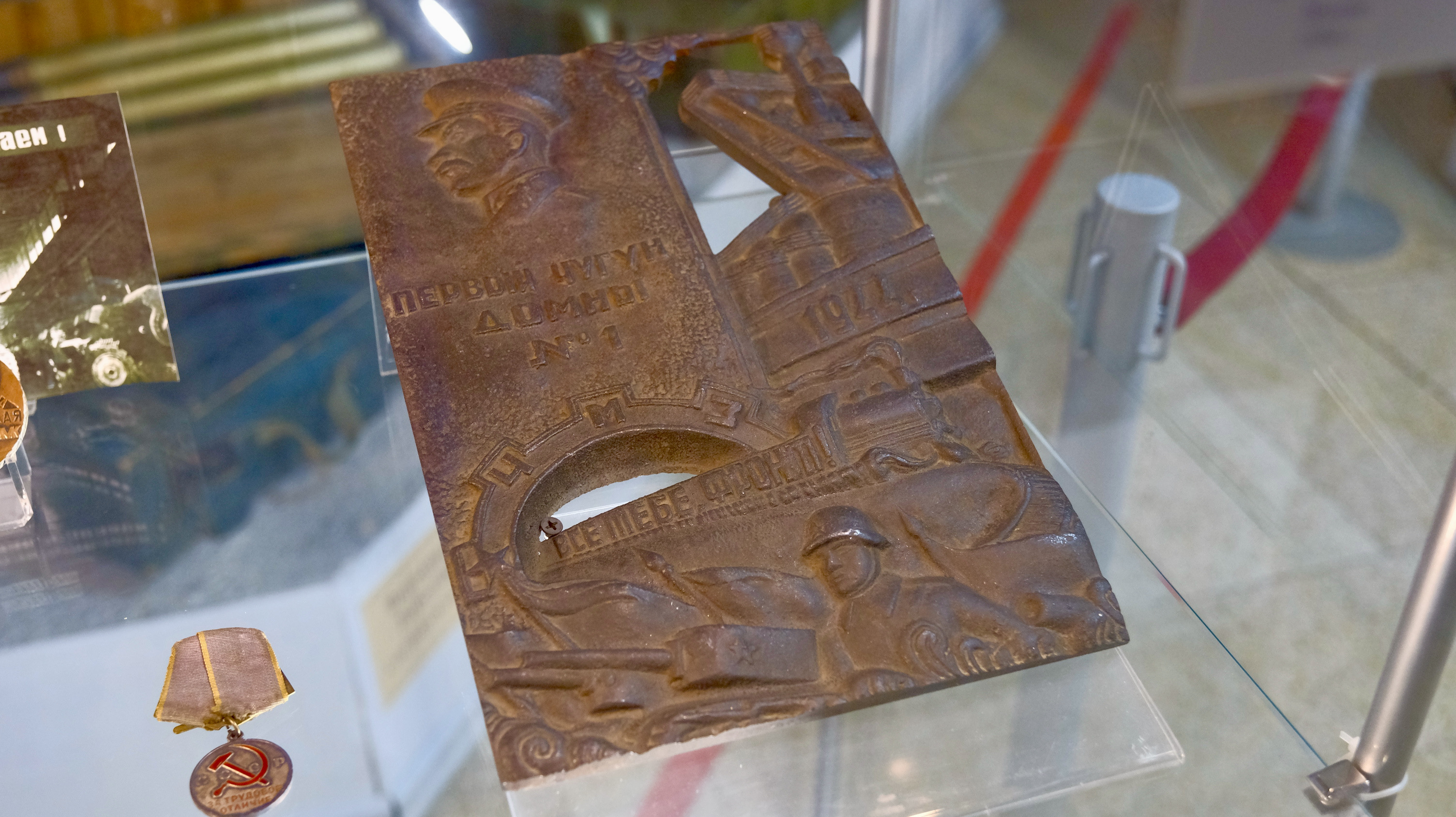
Памятная отливка в честь запуска домны № 1 ЧМЗ в музее в Челябинске

Челя́бинский металлурги́ческий комбина́т (ЧМК) (ранее ЧМЗ) — советское и российское промышленное предприятие, входящее в состав ведущей российской горнодобывающей и металлургической компании «Мечел».
Выпускает широкий ассортимент продукции: чугун, прокат стальной, полуфабрикаты стального проката из углеродистой и специальной стали и коррозионно-стойкой стали.
Одно из немногих предприятий страны, которому дано право присваивать продукции собственный индекс — ЧС (челябинская сталь), по состоянию на 2010-е годы выпускается более 130 таких марок сталей.
Крупнейшее предприятие Металлургического района Челябинска. Количество занятых рабочих — 18 тыс. человек.
ЧМК в 2008 году произвел 4,675 млн т стали (на 7 % меньше, чем в 2007 году). Производство товарной металлопродукции по итогам 2008 уменьшилось на 5 %, до 4,1 млн т.
Комбинат расположен в Челябинске по адресу 2-я Павелецкая улица, дом 14.
Управляющий директор — Толстиков Алексей Николаевич.

## История
Строительство комбината, предназначенного для обеспечения нужд обороны страны, было развёрнуто во время Великой Отечественной войны. Строительство велось в Челябинске с прицелом на переработку руды Бакальского месторождения железных руд, которое было известно ещё с середины XVIII века. Строительство вёл «Челябметаллургстрой» НКВД СССР, сформированный в основном из переброшенного из под Сталинграда в конце 1941 года 5-й сапёрной армии и заключённых Бакаллага (в дальнейшем переименованного в Челяблаг). Вся вспомогательная инфраструктура комбината также была построена руками заключённых. Первая продукция была выпущена в апреле 1943 года.
В советское время завод являлся одним из крупнейших металлургических предприятий страны, участвовал в выполнении космических программ, производил металл для военно-промышленного комплекса и наукоёмкого сектора экономики.
В 1992—2001 годах был самостоятельной компанией, в 2001 году вошёл в состав компании «Мечел».

## Развитие завода
Согласно программе перспективного развития компании «Мечел» построен комплекс по производству качественных и нержавеющих сталей электросталеплавильного цеха № 6. Также на комбинате реализован проект строительства универсального рельсобалочного стана по выпуску железнодорожных рельсов длиной 100 метров. Производственная мощность стана — более 1 млн т рельсов и фасонного проката в год. Объём инвестиций в проект составляет свыше $500 млн. С 2013 по 2016 годы было произведено свыше 500 тыс. т продукции, в том числе рельсов для РЖД и других организаций. В рамках инвестиционного проекта РЖД и ЧМК был заключен договор поставки рельсовой продукции на период с 2010 по 2030 год.

## Предыдущие названия
- Бакальский металлургический завод (с начала строительства);
- Челябинский металлургический завод (с 7 августа 1942 по 30 июня 1983).

## Санкции
В 2022 году, на фоне вторжения России на Украину, Национальное агентство по предотвращению коррупции Украины выступило с инициативой о введении против предприятия международных санкций, так как комбинат «осуществляет деятельность в отраслях, имеющих стратегическое значение для Правительства России и обеспечивающих высокую доходную часть бюджета Российской Федерации, которая несет ответственность за войну в Украине».
19 мая 2023 года Челябинский металлургический комбинат включён в санкционный список Великобритании, так как завод «продолжает играть ключевую роль в секторе, имеющем стратегическое значение» для ведения боевых действий России на Украине.

## Директора завода
- c 2023 — Толстиков Алексей Николаевич
- c 2016 по 2023 — Щетинин Анатолий Петрович
- с 2011 по 2016 — Нугуманов, Рашид Фасхиевич
- с 2005 по 2011 — Малышев, Сергей Евстафьевич
- с 1995 по 2005 — Иорих, Владимир Филиппович

...
- с 1980 по 1984 — Тищенко, Олег Иванович
- с 1968 по 1975 — Тулин, Николай Алексеевич

... 
- с 1951 по 1957 — Бурцев, Константин Иванович
- с 1949 по 1951 — Деханов, Николай Михайлович
- с 1940 по 1949 — Сокол, Яков Исаакович